# Antigua (Las Palmas)
Antigua er en by og kommune i det sydvestlige Spanien på øen Fuerteventura i provinsen Las Palmas, De Kanariske Øer. Den har et indbyggertal på 13.832 (2024) indbyggere.